# Siervo de los siervos de Dios

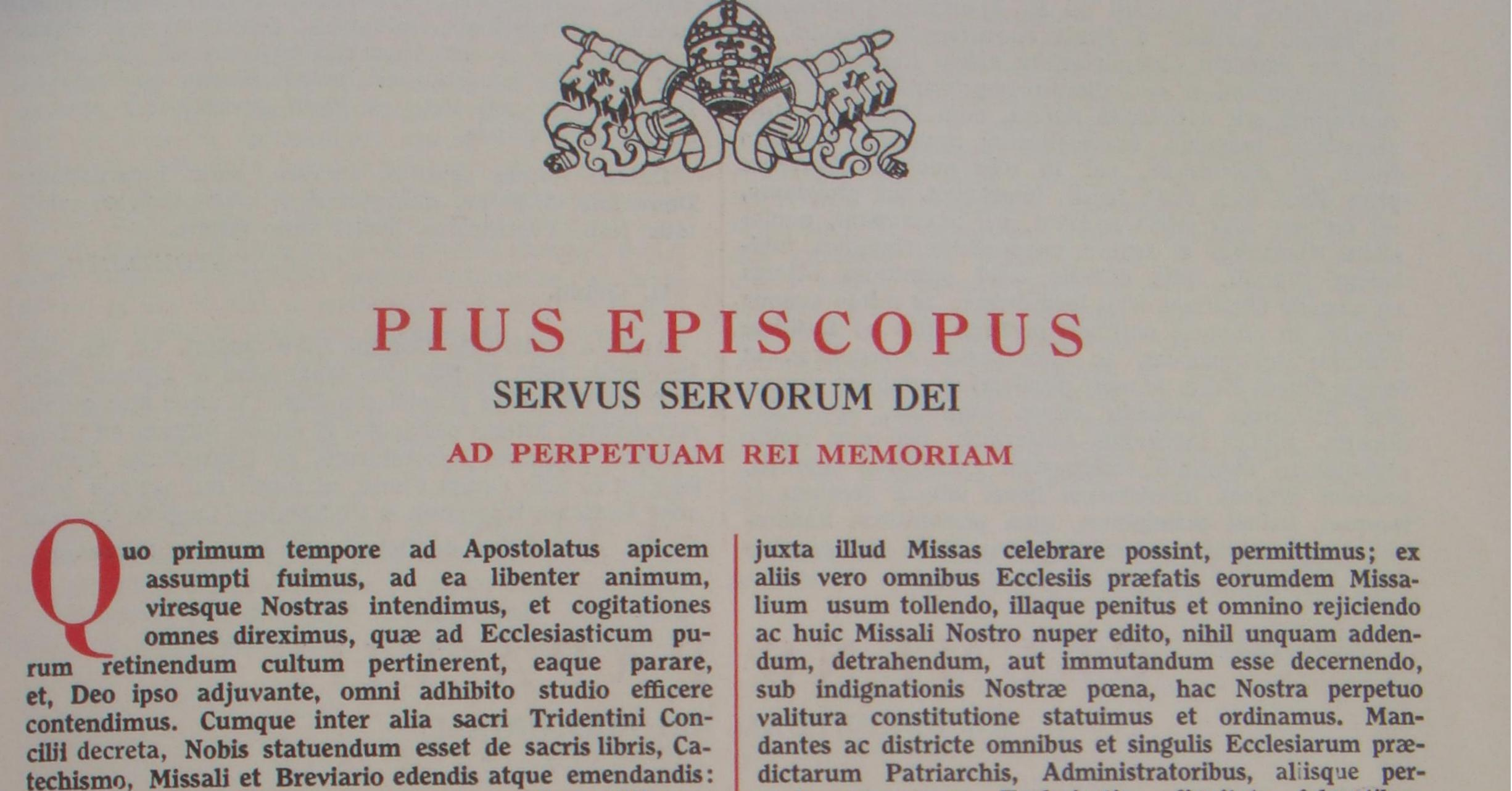
La bula Quo primum tempore de 1570, papa Pío V, publicada en un Misal Romano, 1910. Debajo del nombre del papa, Pius Episcopus (Pío Obispo), está escrito el título Servus servorum Dei. No todos los documentos papales empiezan de esta misma manera. Las encíclicas no. Las exhortaciones apostólicas no. Los motu proprio no. Las cartas apostólicas no.

Siervo de los siervos de Dios (en latín: Servus servorum Dei) es uno de los títulos papales y se usa al comienzo de las bulas papales.

## Historia
El papa San Gregorio I (papa de 590 a 604) fue el primer papa en usar este título ampliamente para referirse a sí mismo como Papa, como una lección de humildad al arzobispo de Constantinopla Juan el Ayunador, quien adoptó el título de  "Patriarca Ecuménico": el humilde título "Siervo de los siervos de Dios" se contrapuso a la pretensión de poder y eminencia contra el Obispo de Roma (el Papa). Algunos de los sucesores del Papa Gregorio, usaron y dejaron de usar la frase por algunos siglos, pero lo hicieron regularmente desde el siglo IX. A veces, algunos gobernantes civiles usaron este título, pero después del siglo XII fue usado exclusivamente por el Papa.

## Trasfondo bíblico
Este título papal también tiene un trasfondo bíblico en el evangelio de San Mateo, capítulo 20, versículos 25 al 27:
25. Entonces Jesús, llamándolos, dijo: Sabéis que los gobernantes de las naciones se enseñorean de ellas, y los que son grandes ejercen sobre ellas potestad.
26. Mas entre vosotros no será así, sino que el que quiera hacerse grande entre vosotros será vuestro servidor,
27. y el que quiera ser el primero entre vosotros será vuestro siervo;